# Orlando Magic
Die Orlando Magic sind eine professionelle Basketball-Mannschaft der nordamerikanischen National Basketball Association (NBA) aus Orlando in Florida. Besitzer der Franchise ist eine von Richard DeVos gegründete Betreibergesellschaft. Die Teamfarben sind Blau, Schwarz, Silber und Weiß.

## Geschichte

### Die ersten Schritte (1989–1992)
Das Team wurde 1989 gegründet. Ein Wettbewerb, der von Mitarbeitern der Orlando Magic und der örtlichen Orlando Sentinel-Zeitung gesponsert wurde, erlaubte der Community, Namen für ihre neue Franchise vorzuschlagen. In die Endauswahl dieses Wettbewerbs kamen von insgesamt 4.296 eingereichten Vorschlägen die Namen „Heat“, die „Tropics“, „Juice“ und „Magic“. Der erste Draftpick der Franchise war Nick Anderson, der 1989 an 11. Stelle ausgewählt wurde. Über einen Expansion Draft wurde der Kader mit Spielern aufgefüllt, die von den anderen Teams freigestellt wurden. Entsprechend schwach verlief die erste Saison, als man nur mit 18 Siegen die Saison abschloss. Beim anschließenden Draft wählte man Dennis Scott an 4. Stelle aus. Am Ende der Saison verbesserte man sich auf 31 Siege, auch weil Point Guard Scott Skiles sich stark verbesserte. Er stellte in dieser Saison einen bis heute gültigen Rekord mit 30 Vorlagen auf und wurde am Ende der Saison zum NBA Most Improved Player der Saison gewählt. Die Saison 1991/92 war von vielen Verletzungen geprägt, entsprechend schlecht schlossen die Magic die Spielzeit ab.

### Shaquille-O’Neal-Ära (1992–1996)
Beim NBA-Draft 1992 erhielten die Magic das erste Auswahlrecht und wählten den Center Shaquille O’Neal. Die Ankunft O’Neals machte aus den Magic sofort einen Playoff-Kandidaten und man holte 41 Siege. O’Neal dominierte als Rookie die Liga und wurde NBA All-Star sowie mit dem Rookie of the Year Award ausgezeichnet. Trotz geringer Chancen den ersten Pick im NBA-Draft 1993 zu landen, gewannen die Magic erneut die Draft-Lotterie. Sie wählten Chris Webber aus, tauschten diesen jedoch noch am gleichen Tag für den an 3. Stelle ausgewählten Penny Hardaway und Draftpicks ein. Hardaway und O’Neal bildeten ein starkes Duo, das in der darauffolgenden Saison 50 Siege holte und erstmals die Playoffs erreichte. Jedoch schied man in der ersten Runde mit 3-0 gegen die Indiana Pacers aus.
Im Sommer 1994 stieß Horace Grant von den Chicago Bulls zu den Magic. Mit Hardaway, Anderson, Scott, Grant und O’Neal hatte man nun eine konkurrenzfähige Startaufstellung und holte mit 57 Siegen den ersten Platz in der Eastern Conference. Nach Siegen über die Boston Celtics, Chicago Bulls und Indiana Pacers traf man im Finale auf den Titelverteidiger, die Houston Rockets. Diesen unterlag man jedoch 0:4.
In der Saison 1995/96 holten die Magic 60 Siege, landeten jedoch hinter den wiedererstarkten Chicago Bulls um Michael Jordan, die 72 Siege errungen haben. Man erreichte das Conference-Finale, wo man den Bulls mit 0:4 unterlag.

### Penny Hardaway-Ära (1996–2000)
Im Sommer 1996 verließ O’Neal die Magic als Free Agent und unterschrieb bei den Los Angeles Lakers. Ohne O’Neal blieben die Magic Playoffkandidat, jedoch kein Titelkandidat. Man erreichte 45 Siege und schied in erster Runde aus. 1997 übernahm Chuck Daly das Team, Julius Erving wurde ins Management geholt; der erhoffte Erfolg blieb jedoch aus, auch weil Hardaway immer wieder mit Verletzungen zu kämpfen hatte. Die Saison 1998/99 verlief dagegen besser. Der Rookie Matt Harpring verstärkte das Team, Darrell Armstrong wurde zum NBA Most Improved Player und Sixth Man of the Year der Saison gewählt. Man erreichte in der verkürzten Saison 33 Siege und 17 Niederlagen, schied jedoch in der ersten Playoffrunde aus. Im Sommer 1999 nahmen die Magic Doc Rivers als neuen Trainer unter Vertrag. Hardaway konnte nach schweren Verletzungen nicht mehr an sein früheres Leistungsniveau anknüpfen und wurde zu den Phoenix Suns transferiert. Ohne große Stars erreichte man 41 Siege, verpasste jedoch die Playoffs. Rivers wurde für seine Leistung zum Trainer des Jahres gewählt.

### Verpflichtung von Tracy McGrady und Grant Hill (2000–2004)

Das Magic-Logo von 2000 bis 2010

Die Magic hatten im Sommer 2000 ausreichend Finanzspielraum um namhafte Verpflichtungen zu ermöglichen. So unterschrieben Jungstar Tracy McGrady und All-Star Grant Hill bei den Magic. Zudem wurde Mike Miller beim NBA-Draft an 5. Stelle ausgewählt. Mit diesem Nukleus erreichte man 43 Siege. McGrady schaffte in Orlando den Sprung zum Star und wurde erstmals All-Star sowie Most Improved Player der Saison. Miller wurde zum Rookie of the Year ernannt. Grant Hill dagegen absolvierte nur 4 Spiele, ehe er sich schwer verletzte. In den Playoffs unterlag man den Milwaukee Bucks in der ersten Runde mit 1:3. Die Saison darauf verlief ähnlich; trotz eines starken McGrady, konnte man die zweite Play-off-Runde nicht erreichen. Und auch die Saison 2002/03 war nicht von Erfolg gekrönt. Trotz Scoringchampion McGrady erreichte man nur 42 Siege und holte sich ein Erstrunden-Aus in den Playoffs. Die Saison 2003/04 verlief noch enttäuschender. Nachdem man mit einem Sieg in die Saison gestartet war, verlor man 19 Spiele in Folge. Obwohl McGrady die Liga wieder im Scoring anführte, erreichte man magere 21 Siege. Rivers wurde mitten in der Saison von Johnny Davis ersetzt.

### Die Ankunft von Dwight Howard (2004–2012)

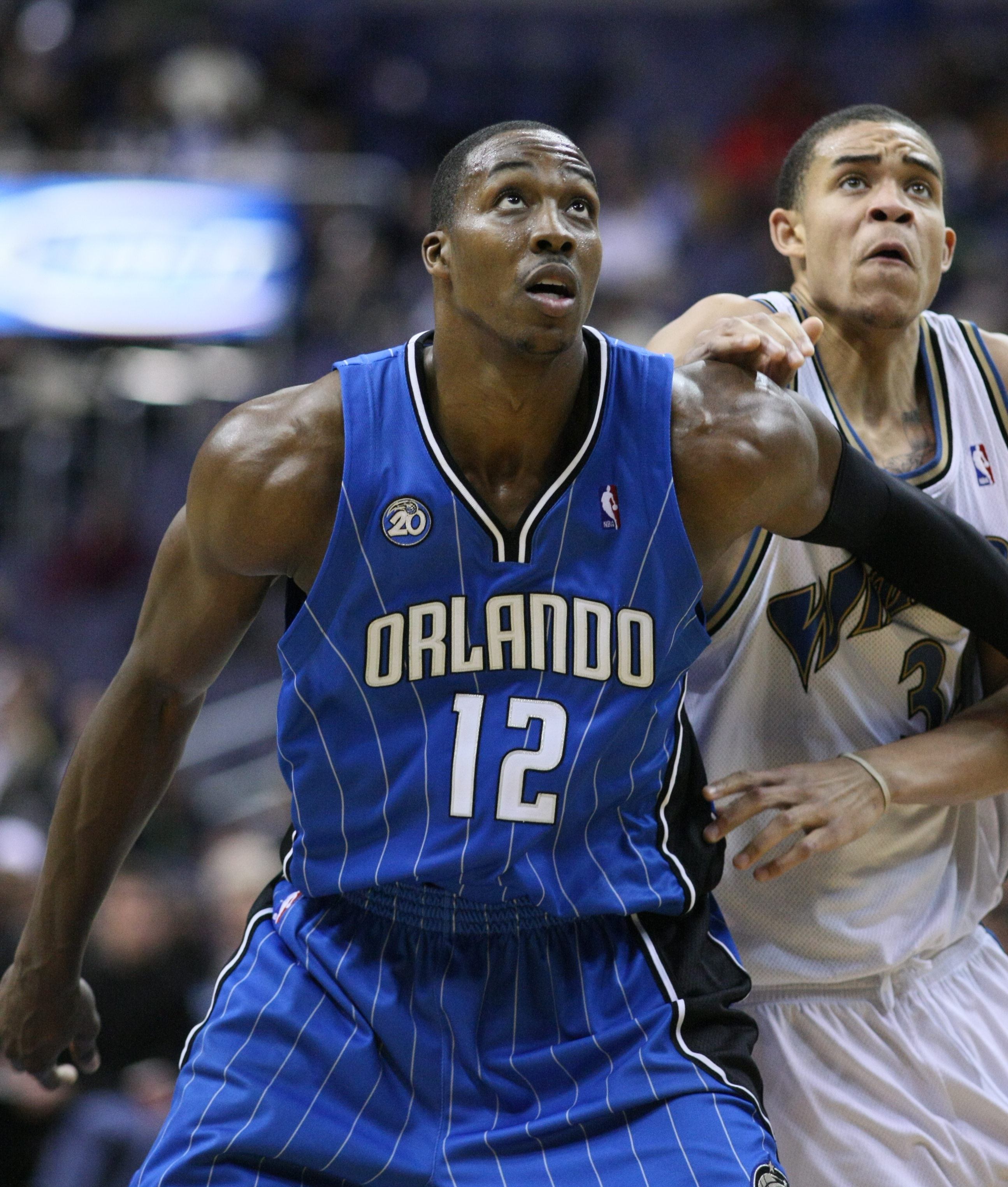
All-Star Dwight Howard (2004–2012)

Die schwache Saison führte zu einer hohen Draftplatzierung. Man gewann die Draft-Lotterie und durfte an erster Stelle ziehen. Die Wahl fiel auf Dwight Howard, einem Center, der direkt von der High School kam. Ebenso holte man sich an 20. Stelle Point Guard Jameer Nelson. Tracy McGrady wurde zu den Houston Rockets abgegeben. Im Gegenzug kam unter anderem Steve Francis nach Orlando. Zudem nahm man über die Free Agency den türkischen Forward Hedo Türkoğlu unter Vertrag. Die Saison lief gut für Orlando. Vor allem Grant Hill konnte nach Jahren schwerer Verletzung wieder unbeschwert aufspielen und wurde 2005 All-Star. Man war auf Playoffkurs, doch die Verletzungen von Turkoglu und Hill zum Ende der Saison verhinderten den Einzug. Die Saison 2005/06 verlief ähnlich der vorherigen Saison, mit dem Unterschied, dass Howard und Nelson sich stetig verbesserten. Im Februar 2006 transferierte man Francis zu den New York Knicks. Hill kämpfte erneut mit Verletzungen. Die Playoffs wurden zum dritten Mal in Folge verpasst.
Im NBA-Draft 2006 holte man sich den Scharfschützen J. J. Redick an 11. Stelle. Die Saison lief gut für Orlando. Howard wurde erstmals ins All-Star Game berufen und man erreichte trotz nur 40 Siegen die Playoffs. Nach der Saison wurde Coach Brian Hil entlassen und durch Stan Van Gundy ersetzt. Grant Hill verließ nach sieben Jahren die Magic und wechselte zu den Phoenix Suns. Orlando verstärkte sich dagegen mit Rashard Lewis, der von den Seattle SuperSonics kam. Orlando holte daraufhin in der Saison 2007/08 52 Siege und man erreichte erstmals seit 1995 die zweite Playoffrunde.

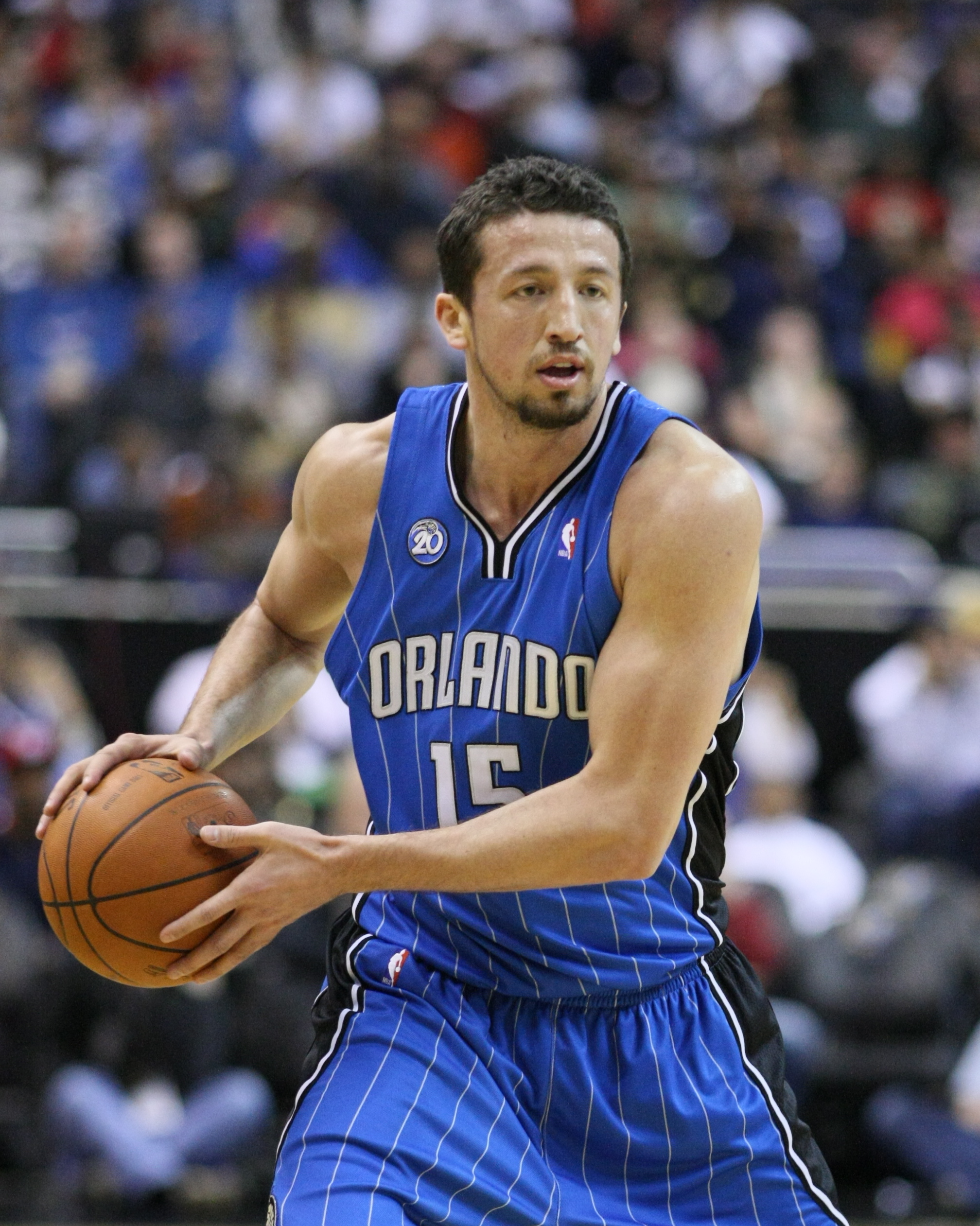
Forward Hedo Türkoğlu spielte acht Saisons für die Magic

In der Saison 2008/09 holte man 59 Siege. Nelson wurde, neben Howard, erstmals ins All-Star Game eingeladen. Die Magic erreichten nach Playoff-Siegen über die Philadelphia 76ers, Boston Celtics und Cleveland Cavaliers, zum zweiten Mal das NBA-Finale. Dort traf man auf die Los Angeles Lakers, denen man mit 1:4 unterlag. Im Sommer 2009 kamen Vince Carter und Ryan Anderson von den New Jersey Nets. Turkoglu dagegen wechselte zu den Toronto Raptors. Die Magic erreichten erneut das Conference-Finale, dieses Mal jedoch unterlag man den Boston Celtics. Dies war auch die letzte Saison in der Amway Arena. Seit der Saison 2010/11 werden die Heimspiele im neu erbauten Amway Center ausgetragen.
Im Laufe der Saison 2010/11 fädelten die Magic einige Trades ein, um ein schlagkräftiges Team für die Playoffs aufstellen zu können. So fanden unter anderem Gilbert Arenas und Jason Richardson den Weg nach Orlando. Im Gegenzug wurden Spieler wie Vince Carter, Marcin Gortat (beide zu den Phoenix Suns) und Rashard Lewis (zu den Washington Wizards) abgegeben. Trotz 52 Siegen war bereits in der 1. Runde der Playoffs Schluss. Man musste sich den Atlanta Hawks mit 2:4 geschlagen geben. Arenas’ Vertrag wurde aufgrund enttäuschender Leistung aufgelöst.
Die Saison 2011/12 war aufgrund des Lockouts auf 66 Spiele verkürzt. Die Magic holten in dieser Spielzeit 37 Siege, schieden jedoch in der ersten Runde gegen die Indiana Pacers mit 1:4 aus. Hauptgrund dafür war der Ausfall von Dwight Howard, der mit Rückenproblemen aussetzen musste. Kurz nach Saisonende wurde Trainer Stan Van Gundy von seinen Aufgaben entbunden.

### Neuaufbau (2013–2021)

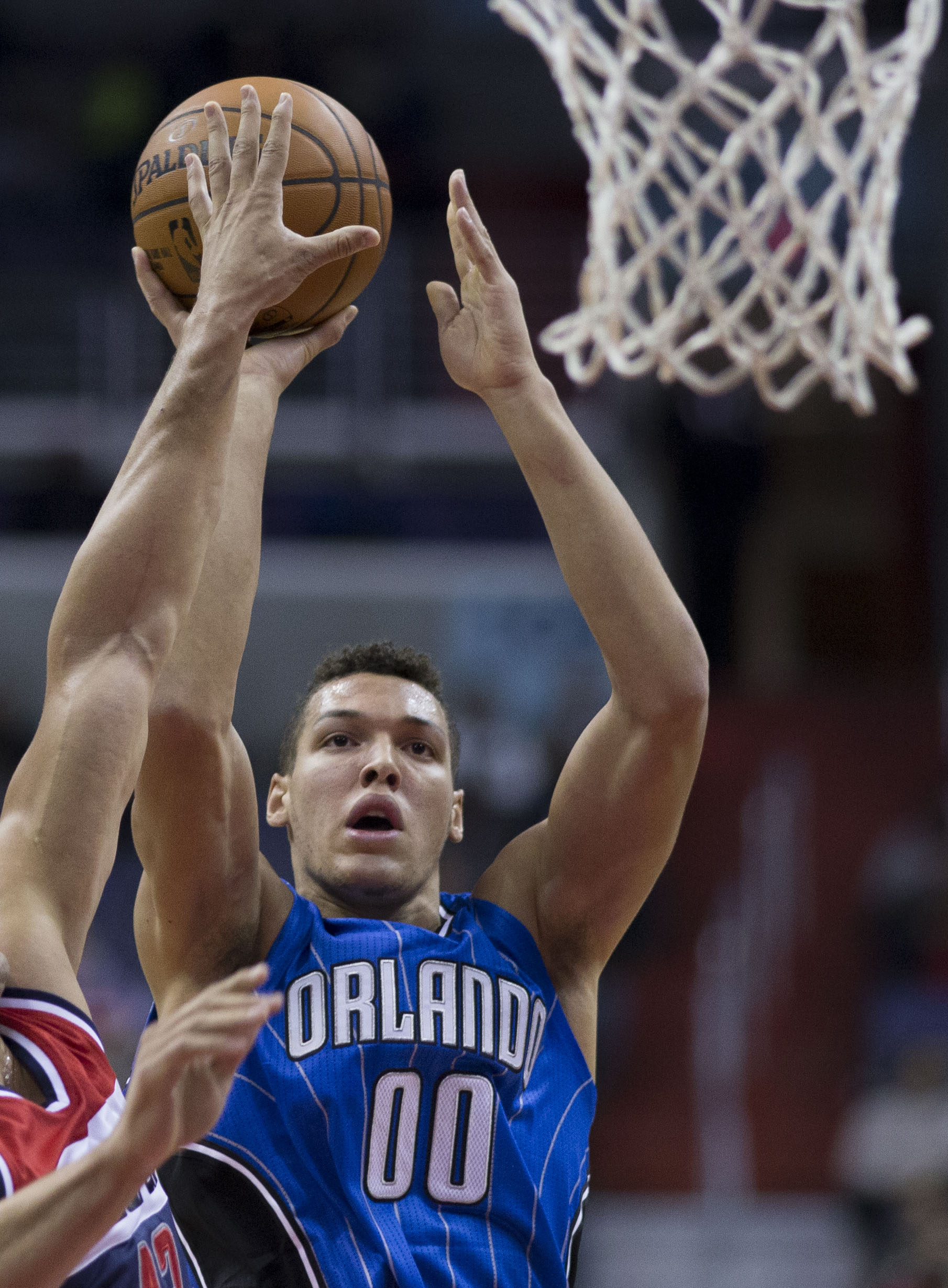
Der vierte Pick des NBA-Drafts 2014, Aaron Gordon

Neuer Headcoach zur Saison 2012/13 wurde der ehemalige Point Guard Jacque Vaughn. Vaughn war zuvor zwei Jahre als Assistenztrainer für die San Antonio Spurs tätig. Zuvor war bereits der Most Improved Player der Saison 2011/2012, Ryan Anderson, zu den New Orleans Hornets transferiert worden. Im Gegenzug erhielten die Magic Forward Gustavo Ayón. Des Weiteren wurde Starspieler Dwight Howard zu den Los Angeles Lakers transferiert. Im Gegenzug wechselten unter anderen Arron Afflalo und Al Harrington zu den Magic. Die Saison endete wie erwartet im „Keller“ der Eastern Conference, mit einer Bilanz von 20 Siegen und 62 Niederlagen. Damit waren die Magic das schlechteste Team der gesamten Liga 2012/2013. Bei anschließenden NBA-Draft sicherten sich die Magic Guard Victor Oladipo an zweiter Stelle.
Die Saison 2013/14 schloss man leicht verbessert mit 23 Siegen und 59 Niederlagen ab. Erneut erhielt man beim Draft eine hohe Position. Topscorer Arron Afflalo wurde vor dem Draft zu den Denver Nuggets transferiert. Beim 2014er Draft wählte man den Forward Aaron Gordon an vierter Stelle aus, zudem kam der an 10. Stelle ausgewählte Point Guard Elfrid Payton von den Philadelphia 76ers. Zusätzlich wurde der Kader mit erfahrenen Spielern wie Channing Frye und Ben Gordon erweitert. Sportlich blieb jedoch eine Steigerung aus und die Magic konnten 2014/2015 nicht wie erhofft in Richtung Playoff-Plätze angreifen. Im Februar 2015 wurde daraufhin Headcoach Jacque Vaughn von seinen Aufgaben entbunden, nachdem die Magic zuvor 10 Spiele in Serie verloren hatten. Die Saison wurde nur leicht verbessert mit 25 Siegen abgeschlossen.
Zur neuen Saison wurde Scott Skiles als neuer Magic-Trainer vorgestellt. Über den NBA-Draft 2015 wählte man das kroatische Talent Mario Hezonja an fünfter Stelle aus. Der Vertrag von Tobias Harris wurde um mehrere Jahre verlängert. Während der Saison wurde Harris jedoch zu den Detroit Pistons transferiert. Dank Leistungssteigerungen junger Spieler wie Evan Fournier und Aaron Gordon erreichten die Magic am Ende 35 Saisonsiege, verpassten damit aber dennoch die Teilnahme an den Playoffs. Trainer Skiles wurde im Sommer durch Frank Vogel ersetzt. Beim NBA-Draft 2016 transferierten die Magic Oladipo, Ersan İlyasova und die Rechte an Domantas Sabonis zu den Oklahoma City Thunder und erhielten dafür Serge Ibaka. Weiterhin wurden Jeff Green und Bismack Biyombo verpflichtet, mit dem Ziel die Playoffs zu erreichen. Ibaka wurde jedoch noch in der gleichen Saison zu den Toronto Raptors für Terrence Ross weitergereicht. Die Magic spielten erneut eine schwache Saison und verpassten die Playoffs deutlich. Im NBA-Draft 2016 wählte man an sechster Stelle Jonathan Isaac aus und verpflichtete namhafte Veteranen wie Marreese Speights und Jonathon Simmons. Veteran Arron Afflalo kehrte in derselben Spielzeit zu den Magic zurück. Die Playoffs wurden auch dieses Mal verpasst, sodass Trainer Frank Vogel entlassen wurde.
Nachfolger Vogels wurde mit Steve Clifford ein ehemaliger Assistenztrainer der Magic, der zuvor über mehrere Jahre als Headcoach für die Charlotte Hornets tätig war. Via Draft sicherte sich das Team zudem die Dienste von Center Mo Bamba. Als erster Spieler seit Dwight Howard im Jahr 2012 wurde mit Center Nikola Vučević im Frühjahr 2019 wieder ein Spieler Orlandos zum NBA All-Star Game eingeladen. Auch in Sachen Bilanz konnten die Magic die Spielzeit 2018/2019 wieder erfolgreicher gestalten und mit 42 Siegen und 40 Niederlagen erstmals seit 2012 wieder in die Playoffs einziehen. Dort unterlag das Team jedoch dem späteren Meister von den Toronto Raptors mit 1:4 in der ersten Runde.

### Erneuter Umbruch (Seit 2021)
Nachdem auch 2020 die erste Runde der Playoffs nicht überstanden werden konnte entschlossen die Orlando Magic im Laufe der Saison 2020/21 einen erneuten Neuaufbau einzuleiten. Mit Allstar Nikola Vučević, Aaron Gordon und Evan Fournier wurden gleich drei Spieler der Starting Five in Trades abgegeben und der Kader stark verjüngt. Mit Markelle Fultz verpasste der etatmäßige Aufbauspieler zudem verletzungsbedingt einen Großteil der Saison. Mit 21 Siegen und 51 Niederlagen endete die Saison 2020/21 auf dem vorletzten Tabellenplatz der Eastern Conference mit großer Entfernung zu den Playoff-Platzierungen.

## Aktueller Kader
| Nr. | Nat.                       | Name                     | Position       | Geburt     | Größe  | Info | College          |
| --- | -------------------------- | ------------------------ | -------------- | ---------- | ------ | ---- | ---------------- |
| 0   | Vereinigte Staaten         | Anthony Black            | Guard          | 24.01.2004 | 201 cm |      | Arkansas         |
| 1   | Vereinigte Staaten         | Jonathan Isaac           | Forward        | 03.10.1997 | 208 cm |      | Florida State    |
| 2   | Kanada                     | Caleb Houstan            | Forward        | 09.01.2003 | 203 cm |      | Michigan         |
| 3   | Vereinigte Staaten         | Kentavious Caldwell-Pope | Guard          | 18.02.1993 | 196 cm |      | Georgia          |
| 4   | Vereinigte Staaten         | Jalen Suggs              | Guard          | 03.06.2001 | 196 cm |      | Gonzaga          |
| 5   | Vereinigte Staaten Italien | Paolo Banchero           | Forward        | 12.11.2002 | 208 cm |      | Duke             |
| 8   | Vereinigte Staaten         | Mac McClung              | Guard          | 06.01.1999 | 188 cm | G    | Texas Tech       |
| 10  | Vereinigte Staaten         | Joseph Cory              | Guard          | 20.08.1991 | 191 cm |      | Texas            |
| 12  | Vereinigte Staaten         | Trevelin Queen           | Guard          | 25.02.1997 | 196 cm | G    | New Mexico State |
| 13  | Vereinigte Staaten         | Jett Howard              | Forward        | 14.09.2003 | 203 cm |      | Michigan         |
| 14  | Vereinigte Staaten         | Gary Harris              | Guard          | 14.09.1994 | 193 cm |      | Michigan State   |
| 21  | Deutschland                | Moritz Wagner            | Forward/Center | 26.04.1997 | 211 cm |      | Michigan         |
| 22  | Deutschland                | Franz Wagner             | Forward        | 27.08.2001 | 208 cm |      | Michigan         |
| 23  | Deutschland                | Tristan da Silva         | Forward        | 15.05.2001 | 206 cm | R    | Colorado         |
| 34  | Vereinigte Staaten         | Wendell Carter Jr.       | Center         | 16.04.1999 | 208 cm |      | Duke             |
| 35  | Georgien                   | Goga Bitadze             | Center         | 20.07.1999 | 211 cm |      | Georgien         |
| 50  | Vereinigte Staaten         | Cole Anthony             | Guard          | 15.05.2000 | 191 cm |      | UNC              |

| Nat.               | Name            | Position               |
| ------------------ | --------------- | ---------------------- |
| Vereinigte Staaten | Jamahl Mosley   | Head Coach             |
| Vereinigte Staaten | Lionel Chalmers | Assistenzcoach         |
| Vereinigte Staaten | Dale Osbourne   | Assistenzcoach         |
| Vereinigte Staaten | Bret Brielmaier | Assistenzcoach         |
| Vereinigte Staaten | Jesse Mermuys   | Assistenzcoach         |
| Vereinigte Staaten | Randy Gregory   | Assistenzcoach         |
| Vereinigte Staaten | Ernest Eugene   | Leitender Sporttrainer |

| Abk. | Bedeutung                       |
| ---- | ------------------------------- |
| Nr.  | Trikotnummer                    |
| Nat. | Nationalität                    |
| C    | Mannschaftskapitän              |
| R    | Rookie                          |
| G    | Two-way contract                |
| FA   | Free Agent                      |
|      | Verletzungsbedingte Inaktivität |

## Ehrungen und nennenswerte Leistungen

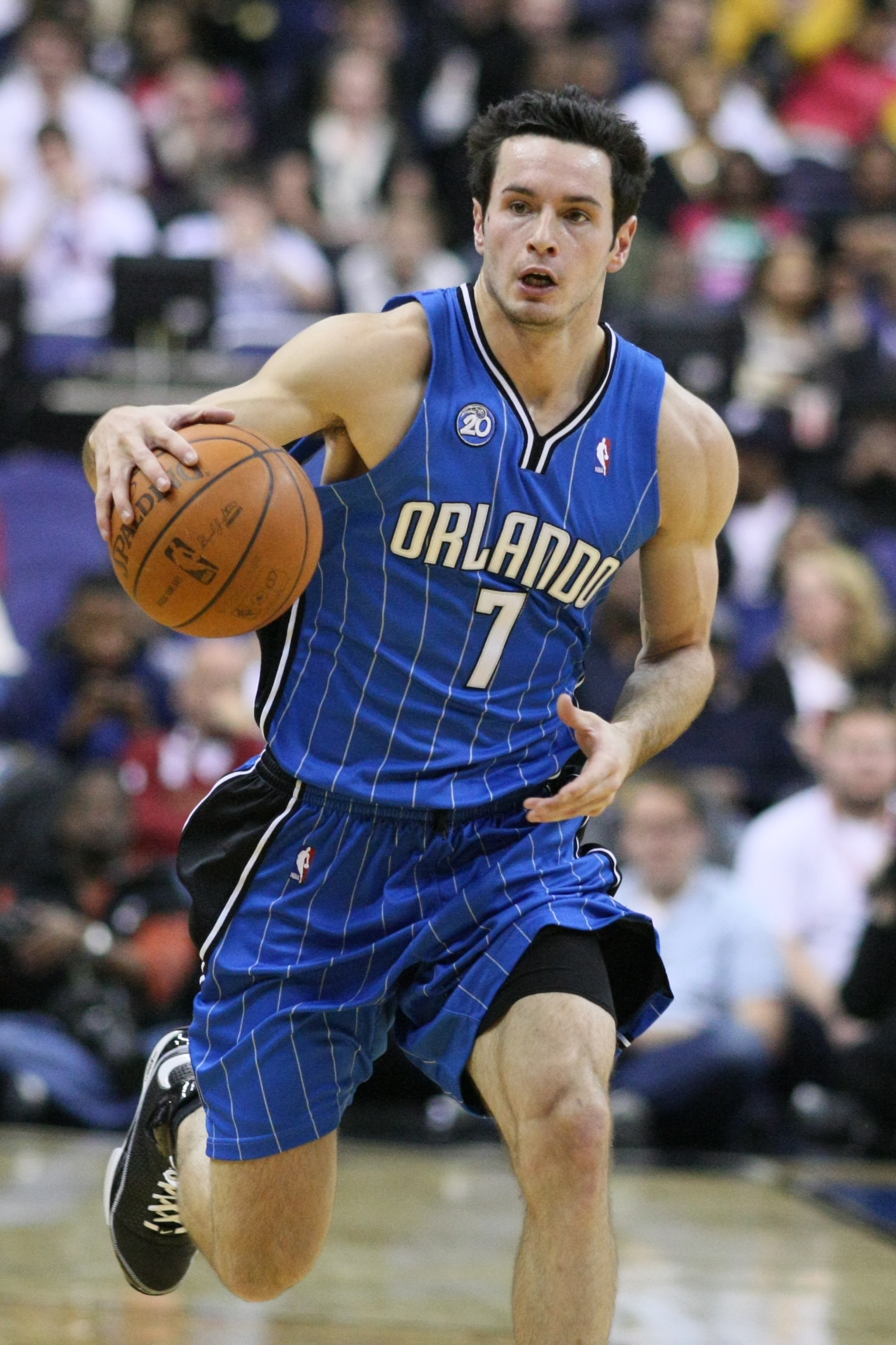
J. J. Redick spielte 7 Saisons für die Magic

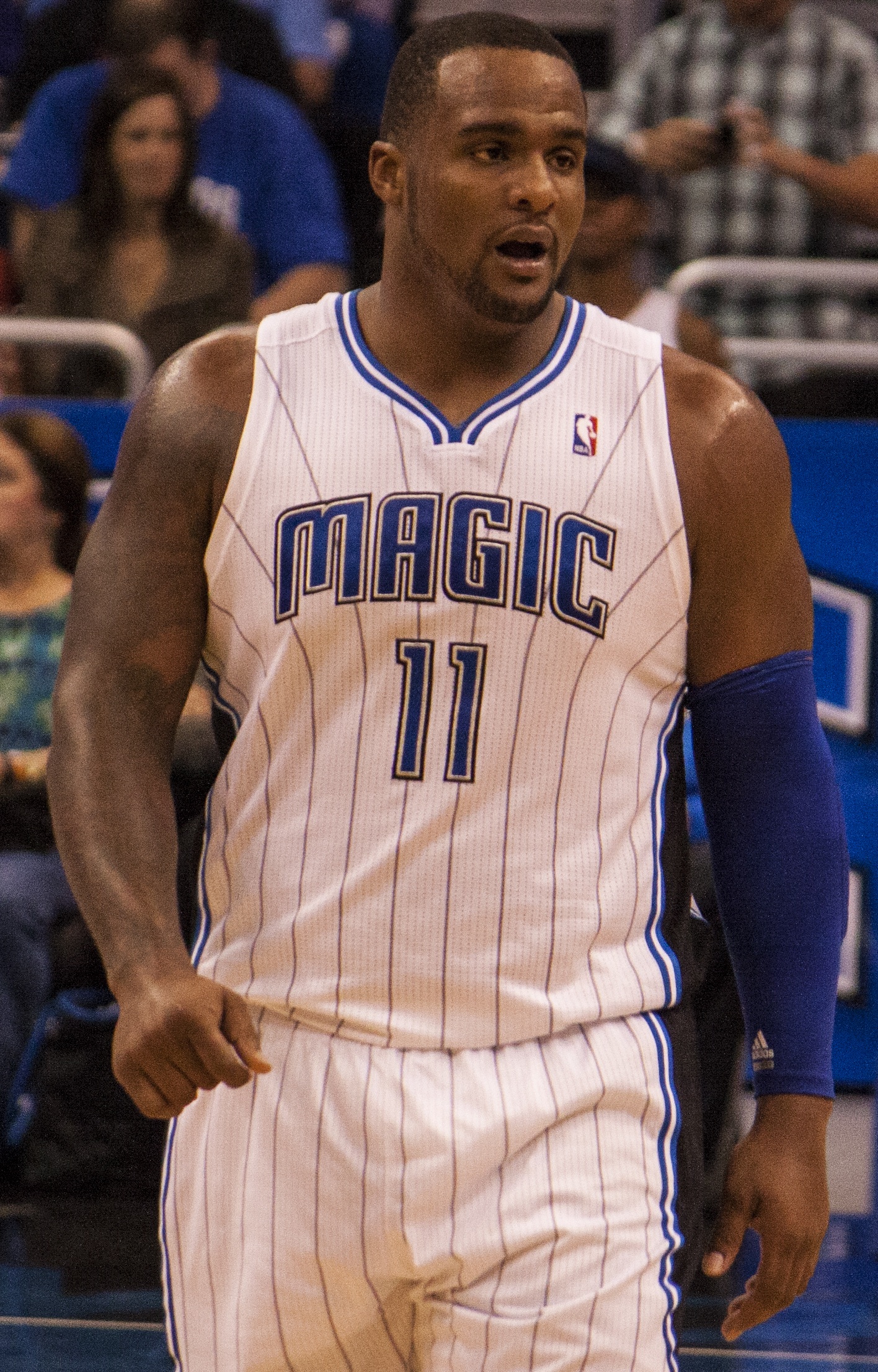
Glen Davis spielte von 2011 bis 2014 in Orlando

| Name              | aktueller Verein |
| ----------------- | ---------------- |
| Nick Anderson     | Karriere beendet |
| Darrell Armstrong | Karriere beendet |
| Vince Carter      | Karriere beendet |
| Patrick Ewing     | Karriere beendet |
| Steve Francis     | Karriere beendet |
| Horace Grant      | Karriere beendet |
| Penny Hardaway    | Karriere beendet |
| Grant Hill        | Karriere beendet |
| Shawn Kemp        | Karriere beendet |
| Tracy McGrady     | Karriere beendet |
| Shaquille O’Neal  | Karriere beendet |
| J. J. Redick      | Karriere beendet |
| Dennis Scott      | Karriere beendet |
| Ben Wallace       | Karriere beendet |
| Gilbert Arenas    | Karriere beendet |
| Jason Williams    | Karriere beendet |
| Dwight Howard     | Taoyuan Leopards |
| Glen Davis        | Karriere beendet |
| Hedo Türkoğlu     | Karriere beendet |
| Jameer Nelson     | Karriere beendet |
| Serge Ibaka       | Real Madrid      |
| Evan Fournier     | New York Knicks  |
| Aaron Gordon      | Denver Nuggets   |
| Nikola Vučević    | Chicago Bulls    |

## Statistiken
| Jahr    | Siege:Niederlagen | Siege [%] | Playoffs                                                           |
| ------- | ----------------- | --------- | ------------------------------------------------------------------ |
| 1989/90 | 18:64             | 22,0      | Nicht für die Play-offs qualifiziert                               |
| 1990/91 | 31:51             | 37,8      | Nicht für die Play-offs qualifiziert                               |
| 1991/92 | 21:61             | 25,6      | Nicht für die Play-offs qualifiziert                               |
| 1992/93 | 41:41             | 50,0      | Nicht für die Play-offs qualifiziert                               |
| 1993/94 | 50:32             | 61,0      | 0:3 in der ersten Runde gegen die Indiana Pacers                   |
| 1994/95 | 57:25             | 69,5      | 0:4 in den NBA-Finals gegen die Houston Rockets                    |
| 1995/96 | 60:22             | 73,2      | 0:4 in den Eastern Conference-Finals gegen die Chicago Bulls       |
| 1996/97 | 45:37             | 54,9      | 2:3 in der ersten Runde gegen die Miami Heat                       |
| 1997/98 | 41:41             | 50,0      | Nicht für die Play-offs qualifiziert                               |
| 1998/99 | 33:17             | 66,0      | 1:3 in der ersten Runde gegen die Philadelphia 76ers               |
| 1999/00 | 41:41             | 50,0      | Nicht für die Play-offs qualifiziert                               |
| 2000/01 | 43:39             | 52,4      | 1:3 in der ersten Runde gegen die Milwaukee Bucks                  |
| 2001/02 | 44:38             | 53,7      | 1:3 in der ersten Runde gegen die Charlotte Hornets                |
| 2002/03 | 42:40             | 51,2      | 3:4 in der ersten Runde gegen die Detroit Pistons                  |
| 2003/04 | 21:61             | 25,6      | Nicht für die Play-offs qualifiziert                               |
| 2004/05 | 36:46             | 43,9      | Nicht für die Play-offs qualifiziert                               |
| 2005/06 | 36:46             | 43,9      | Nicht für die Play-offs qualifiziert                               |
| 2006/07 | 40:42             | 48,8      | 0:4 in der ersten Runde gegen die Detroit Pistons                  |
| 2007/08 | 52:30             | 63,4      | 1:4 in den Eastern Conference-Halbfinals gegen die Detroit Pistons |
| 2008/09 | 59:23             | 72,0      | 1:4 in den NBA-Finals gegen die Los Angeles Lakers                 |
| 2009/10 | 59:23             | 72,0      | 2:4 in den Eastern Conference-Finals gegen die Boston Celtics      |
| 2010/11 | 52:30             | 63,4      | 2:4 in der ersten Runde gegen die Atlanta Hawks                    |
| 2011/12 | 37:29             | 56,1      | 1:4 in der ersten Runde gegen die Indiana Pacers                   |
| 2012/13 | 20:62             | 24,4      | Nicht für die Play-offs qualifiziert                               |
| 2013/14 | 23:59             | 28,0      | Nicht für die Play-offs qualifiziert                               |
| 2014/15 | 25:57             | 30,5      | Nicht für die Play-offs qualifiziert                               |
| 2015/16 | 35:47             | 42,7      | Nicht für die Play-offs qualifiziert                               |
| 2016/17 | 29:53             | 35,4      | Nicht für die Play-offs qualifiziert                               |
| 2017/18 | 25:57             | 30,5      | Nicht für die Play-offs qualifiziert                               |
| 2018/19 | 42:40             | 51,2      | 1:4 in der ersten Runde gegen die Toronto Raptors                  |
| 2019/20 | 33:40             | 45,2      | 1:4 in der ersten Runde gegen die Milwaukee Bucks                  |
| 2020/21 | 21:51             | 29,2      | Nicht für die Play-offs qualifiziert                               |
| 2021/22 | 22:60             | 26,8      | Nicht für die Play-offs qualifiziert                               |
| 2022/23 | 34:48             | 41,5      | Nicht für die Play-offs qualifiziert                               |
| 2023/24 | 47:35             | 57,3      | 3:4 in der ersten Runde gegen die Cleveland Cavaliers              |
| 2024/25 | 41:41             | 50,0      | 1:4 in der ersten Runde gegen die Boston Celtics                   |
| Gesamt  | 1356:1529         | 47,0      | 63:82 in den Playoffs (43,4 %) Stand: April 2025                   |

## Spielstätte

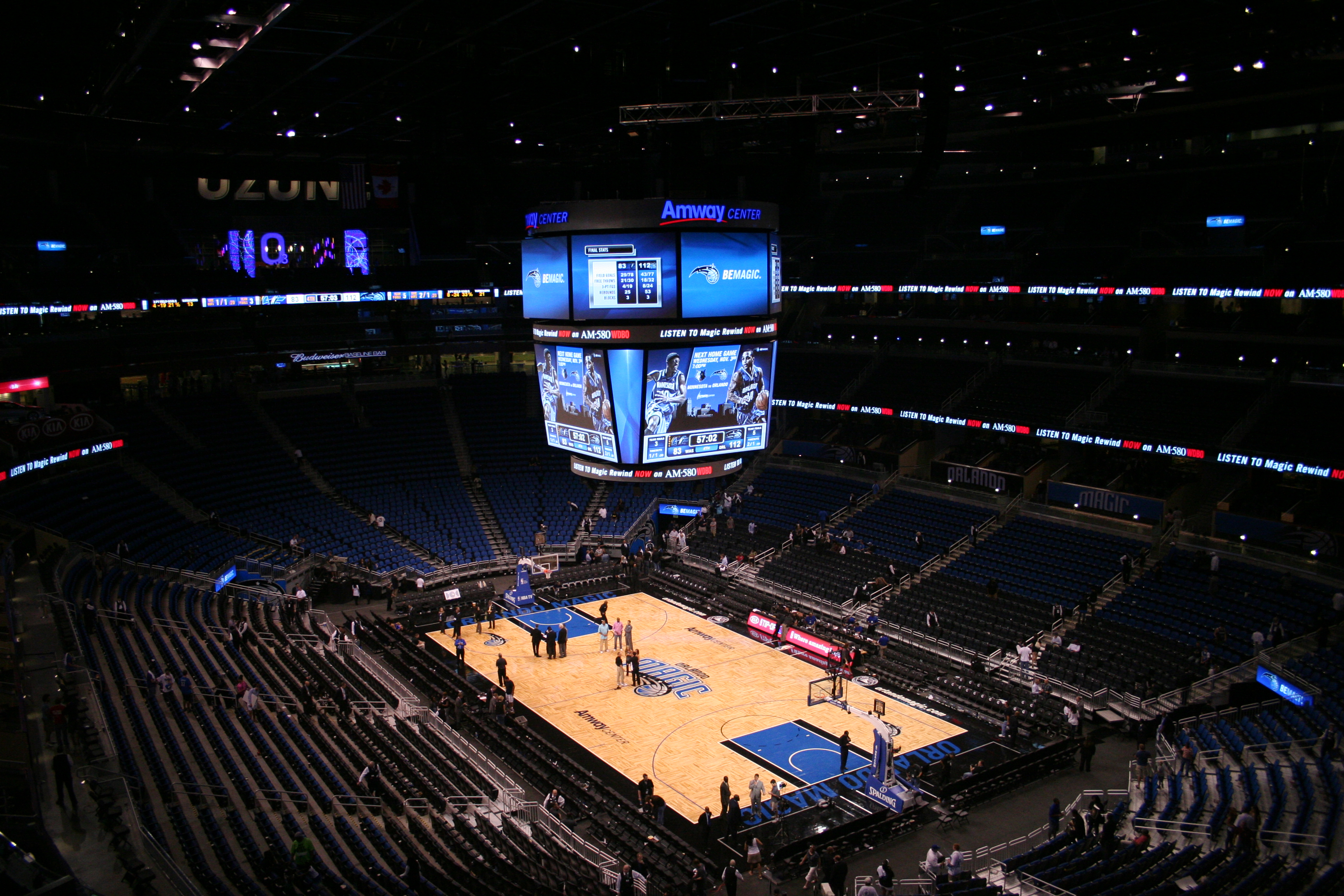
Das Kia Center bei einem Heimspiel der Magic

Seit 2010 ist das Kia Center die Heimhalle der Orlando Magic. Die Halle bietet bei Heimspielen 18.500 Zuschauern Platz und ist Eigentum der Stadt Orlando. Von 1989 bis 2010 trugen die Magic ihre Heimspiele in der Amway Arena aus, die mittlerweile geschlossen und abgerissen wurde.